# Evangelisch-reformierte Kirche Heiligenkirchen

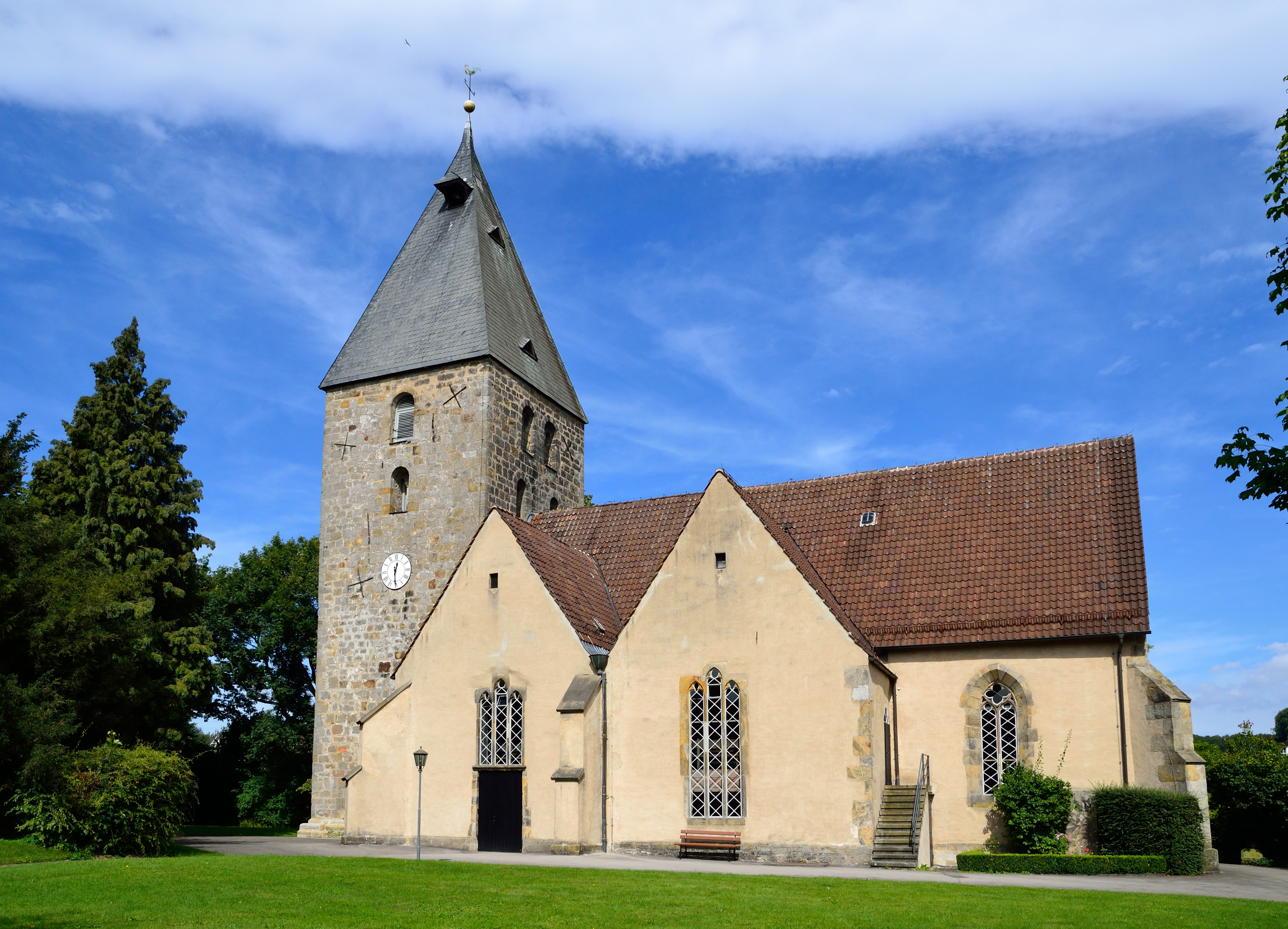
Evangelische Kirche

Die evangelisch-reformierte Kirche ist ein denkmalgeschütztes Kirchengebäude in Heiligenkirchen, einem Ortsteil von Detmold im Kreis Lippe (Nordrhein-Westfalen).

## Geschichte und Architektur

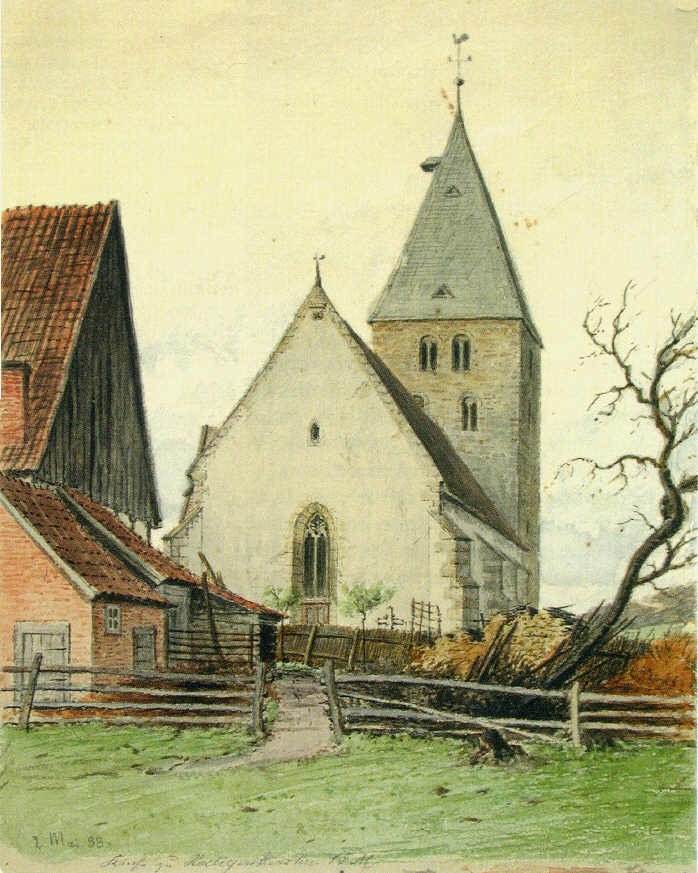
Die romanische Kirche um 1863, gemalt von Emil Zeiß.

Als Erstbau wurde eine Saalkirche mit halbrunder Apsis ergraben. Sie stammt wohl aus dem 10. Jahrhundert. Ursprünglich unterstand die Kirche dem Patrozinium der Heiligen Cosmas und Damian. Der Ort wurde zwischen 1015 und 1036 als Halogankirkan erwähnt. Das Gebäude diente im Mittelalter den Anwohnern als Wehrkirche, im Turm sind vier Schießscharten erkennbar.

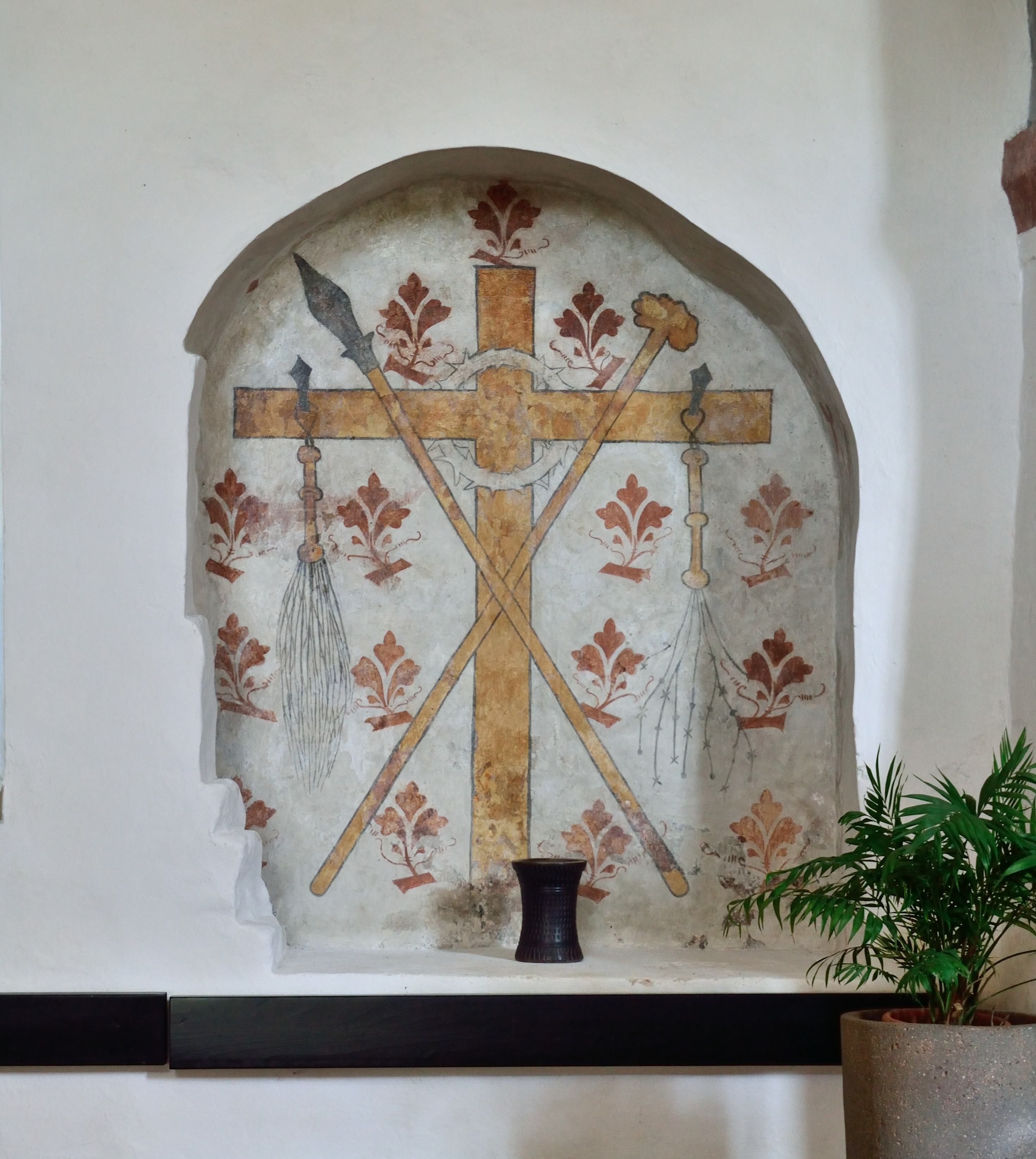
Nische mit Wandmalerei

Die derzeitige Kirche stammt im Kern wohl von der zweiten Hälfte des 12. Jahrhunderts. Sie bestand ursprünglich aus zwei gewölbten Langhausjochen und einem gerade geschlossenen Chor. In der ersten Hälfte des 13. Jahrhunderts wurde der Westturm angefügt. Im 14. Jahrhundert wurde der Anbau des südlichen Seitenschiffes vorgenommen. In der zweiten Hälfte des 15. Jahrhunderts wurde der Chor neu gebaut und in das Langhaus wurden neue Gewölbe eingezogen. Bei der Renovierung von 1863 wurde das Ostportal eingebrochen und das dreifach gestufte Südportal verändert. Der massige unverputzte Turm steht auf einem kräftigen Sockelprofil. Im Turm ruht auf Wandvorlagen mit schweren Kämpfern ein kuppeliges Gewölbe. Das Schiff und der Chor sind kreuzrippengewölbt. Im Seitenschiff finden sich Gratgewölbe. Umfangreich renoviert wurde von 1969 bis 1970. Bei den Renovierungsarbeiten wurde neben der Kanzel eine Wandnische freigelegt, in der ein spätgotisches Fresko mit den gemalten Arma Christi zu sehen ist. Diese und weitere Wandmalereien wurden während der Reformation in Lippe unter Graf Simon VI. Anfang des 17. Jahrhunderts übermalt beziehungsweise verdeckt. Eine Feuerglocke, die ursprünglich im Ausbau des Turmdaches hing, wurde im Ersten Weltkrieg eingeschmolzen. Drei neue Glocken wurden 1965 gegossen. Das Geläut hat nun die Tonfolge e – g – a – h. Der untere Teil des Turmes wurde als Ehrenhalle für die Gefallenen der beiden Weltkriege umgestaltet.

## Orgel

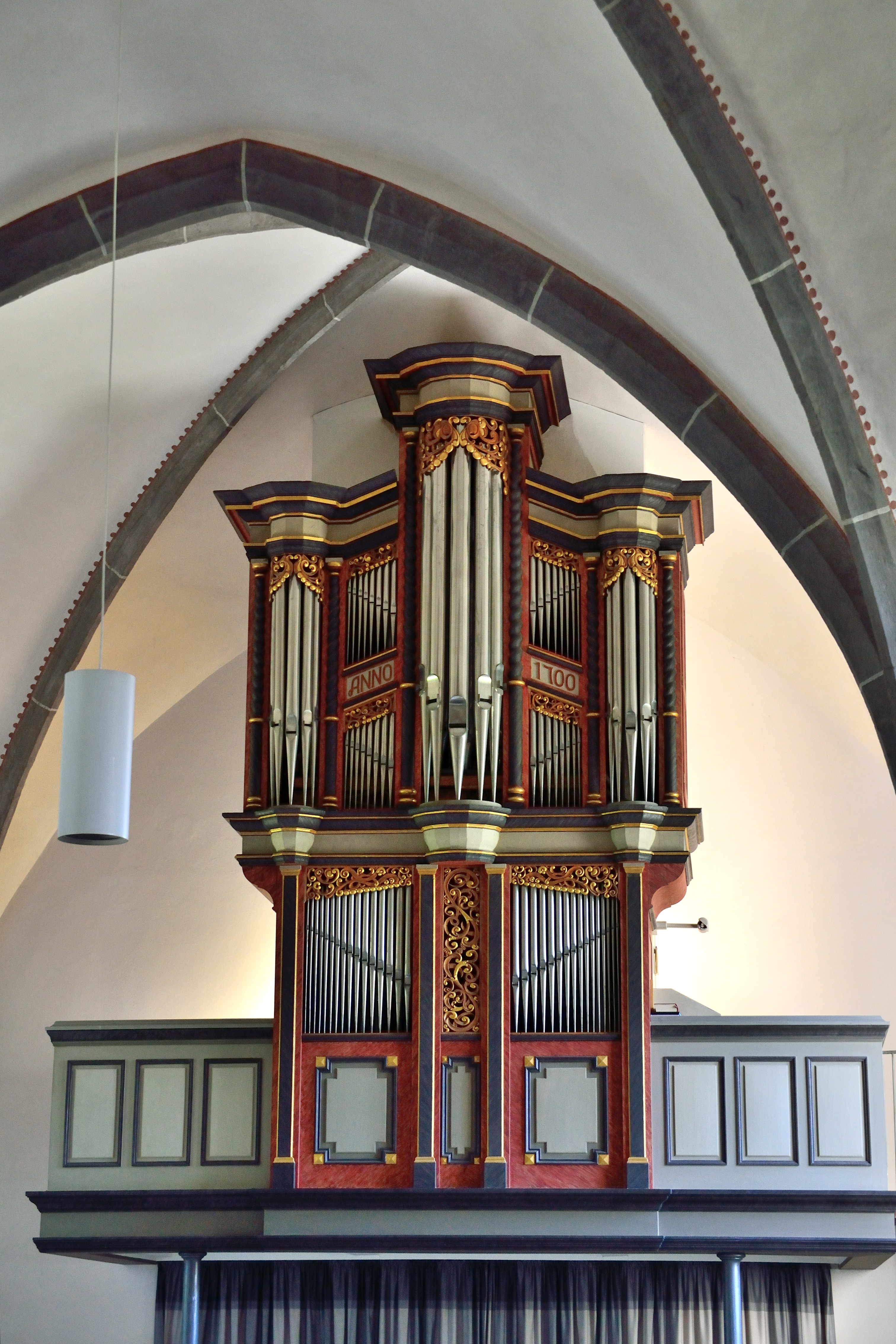
Kirchenorgel

Die alte Orgel wurde 1969 abgebaut. Die Zinnpfeifen mussten schon im Ersten Weltkrieg abgegeben werden. Nach der provisorischen Restaurierung im Jahr 1919 war das Instrument nicht mehr vollwertig. Hinrich Klausing aus Herford hatte 1700 für die Orgel der Kirche in Bösingfeld ein Barockgehäuse gebaut. Zusammen mit noch erhaltenen Prospektteilen wurde 1971 von der Orgelbaufirma Walcker aus diesem Gehäuse eine neue Orgel mit zwei Manualen und 15 Registern angefertigt.
Disposition:
| Hauptwerk |           |    |
| 1.        | Prinzipal | 8′ |
| 2.        | Rohrflöte | 8′ |
| 3.        | Octave    | 4′ |
| 4.        | Hohlflöte | 2′ |
| 5.        | Mixtur 4f |    |

| Unterwerk |             |       |
| 6.        | Holzgedeckt | 8′    |
| 7.        | Flötgedeckt | 4′    |
| 8.        | Prinzipal   | 2′    |
| 9.        | Gemsquinte  | 1 ⁄3′ |
| 10.       | Zimbel 3f   |       |
| 11.       | Krummhorn   | 8′    |
|           | Tremulant   |       |

| Pedal |                 |     |
| 12.   | Subbass         | 16′ |
| 13.   | Gedeckt         | 8′  |
| 14.   | Choralflöte     | 4′  |
| 15.   | Rauschpfeife 2f |     |

## Ausstattung
- Die Kanzel, der Altar und der Taufstein wurden 1969 von dem Hiddeser Bildhauer Karl Ehlers gefertigt.
- Der Orgelprospekt auf der Chorempore wurde 1700 von Hinrich Klausing erstellt.
- Zwei Grabtafeln der Familie von Hammerstein sind Reste eines Grabgewölbes.
- Die erste Glocke wurde um 1400 in der Grawick-Werkstatt gegossen.